# Эрнандес де Кордоба, Франсиско (основатель Никарагуа)
Франсиско Эрнандес де Кордоба (исп. Francisco Hernández de Córdoba; 1475, Кордова, Кордова, Андалусия, Королевство Кастилия и Леон — 1526, Леон-Вьехо, Леон, Леон, Никарагуа) — испанский конкистадор.

## Биография
Франсиско Кордоба родился в 1475 году в Кордове, Королевство Кастилия и Леон. В 1523 году Франсиско Эрнандес де Кордоба возглавил экспедицию, которая с санкции губернатора Панамы вошла с территории современной Коста-Рики на территорию современного Никарагуа. Намереваясь колонизировать регион, он в 1524 году основал там постоянные поселения, два из которых впоследствии стали главными городами Никарагуа: Гранада и Леон.
Тем временем Кристобаль де Олид, отправленный Кортесом для завоевания Гондураса, взбунтовался, и решил стать независимым правителем. Для борьбы с Олидом Кортес обратился за помощью к Кордобе. Педро де Авила решил, что Кордоба предал его, и отправил людей, которые схватили Кордобу и обезглавили его. Голова Кордобы несколько дней демонстрировалась жителям Леона.
Останки Франсиско Эрнандеса де Кордобы были обнаружены в Леоне в 2000 году вместе с останками Педро Ариаса де Авилы, и торжественно перезахоронены в Мемориале Основателей (Memorial de los Fundadores). При погребении останков Кордобы никарагуанская армия произвела салют из 21 выстрела, на его могиле была установлена бронзовая статуя, привезённая из старого собора в Манагуа.

## Память

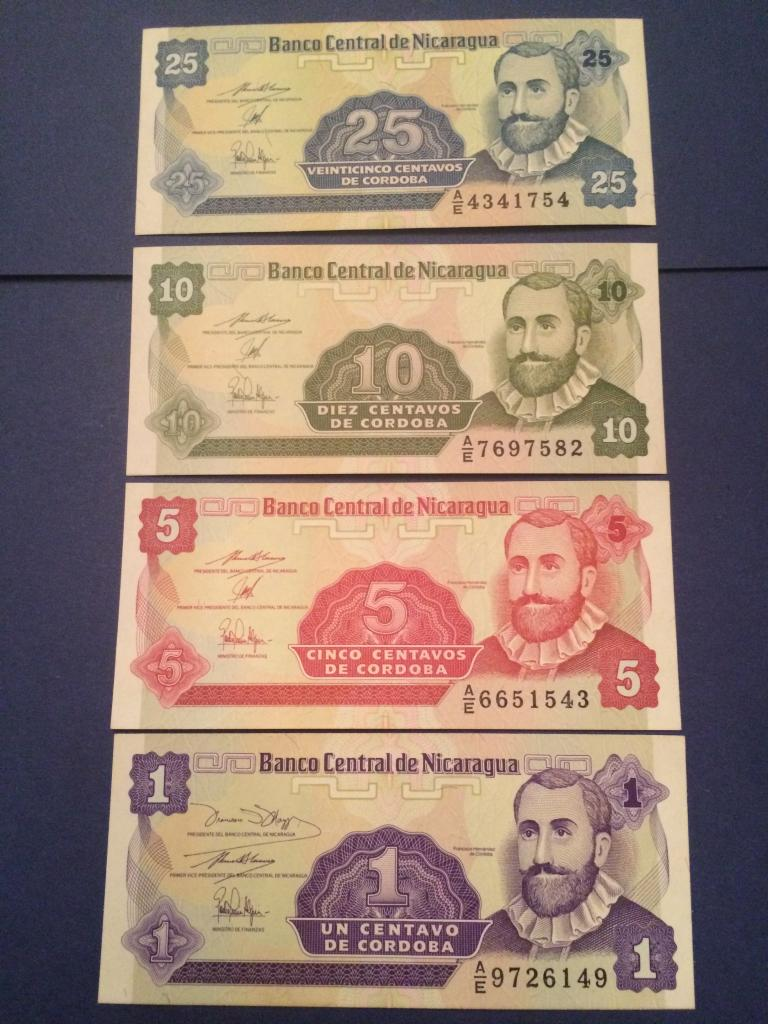
Франсиско Эрнандеса де Кордоба. 1-25 сентаво 1991 год.

Франсиско Эрнандеса де Кордоба изображён на банкнотах Никарагуа от 1-25 Сентаво 1991 года.